# Arbas del Puerto
Arbas del Puerto es una localidad española, perteneciente al municipio de Villamanín, en la provincia de León y la comarca de Abadía de Arbas (La Tercia del Camino, Montaña Central), en la comunidad autónoma de Castilla y León.
Situado en la confluencia del Arroyo de los Pozos y del río Bernesga, es la localidad más cercana al Puerto de Pajares del que dista 1,4 Kilómetros.
Los terrenos de Arbas del Puerto limitan con los del Concejo de Lena (Asturias) al norte, Pendilla de Arbas al noreste, Tonín de Arbas y Camplongo de Arbas al este, Busdongo, San Martín de la Tercia y Poladura de la Tercia al sureste, Viadangos de Arbas al sur, Casares de Arbas y Cubillas de Arbas al suroeste y el Concejo de Lena al oeste.

## Historia
Su nombre proviene de su situación en el puerto de los «Montes Erbasos», nombre que antiguamente recibían los montes del Puerto de Pajares. Este nombre lo tomaría a su vez de un general romano llamado Erbasio.
El poblado surgió a partir de la edificación de un hospital medieval como refugio para los viajeros del puerto. La fundación de este hospital se atribuye al conde Fruela Díaz. Posteriormente se levantó una iglesia, origen de la actual colegiata. El emperador Alfonso VII de León funda el monasterio de la Orden de San Agustín, estableciendo allí una comunidad de canónigos en torno a la Colegiata de Santa María de Arbas.
El monasterio de Arbas llegó formar un importante señorío eclesiástico. Tuvo jurisdicción, además de en el propio pueblo de Arbas, sobre otros tanto de Asturias como de León: Casares, Cubillas, Pendilla, Tonín, San Miguel del Río, Vegalamosa y Viadangos.
Su dominio se prolongó hasta la cuarta desamortización de Madoz en 1866. En ese momento la Colegiata fue abandonada y los canónigos desaparecieron.
Perteneció a la antigua Abadía de Arbas.

## Fiestas
- 8 de septiembre: Rememorando la costumbre ancestral, se honra a la Virgen de Arbas, con Misa solemne, rogativa y procesión, la ofrenda tradicional a la Colegiata por el pueblo de Cubillas de Arbas, y la entrega de vino y pan (bollu preñau) a los visitantes.